# Cierzpięty (powiat mrągowski)
Cierzpięty (niem. Czierspienten, od 1906 Zollernhöhe) – wieś w Polsce położona w województwie warmińsko-mazurskim, w powiecie mrągowskim, w gminie Piecki. W latach 1975–1998 miejscowość należała administracyjnie do województwa olsztyńskiego.
Wieś położona przy Jeziorze Mokrym, na skraju Mazurskiego Parku Krajobrazowego, w strefie ciszy. Cierzpięty graniczą z miejscowościami Piecki, Dobry Lasek, Mojtyny, Uklanka, Nawiady. Wieś znajduje się ok. 17 km na zachód od Rucianego-Nidy i ok. 20 km na południe od Mrągowa. Tuż obok wsi, nad Jeziorem Mokrym i na szlaku kajakowym znajduje się stanica wodna z dwoma pomostami i strzeżonym kąpieliskiem. W Cierzpiętach znajdują się gospodarstwa agroturystyczne.

## Historia
Wieś lokowana w 1570 r. na 60 włókach na prawie chełmińskim przez starostę sześcieńskiego Andrzeja Jonasza. Jako że ziemia była niskiej klasy, mieszkańcy trudnili się także rybołówstwem na pobliskim Jeziorze Mokrem. Jednoklasowa szkoła powstała przed 1740 rokiem. W 1785 r. we wsi były 24 domy ("dymy"). W 1785 r. we wsi było 55 domów i 208 mieszkańców. W 1818 w tutejszej szkole uczyło się 39 dzieci. W 1838 r. w Cierzpiętach odnotowano 45 domów z 263 mieszkańcami. W 1935 r. w dwuklasowej szkole uczyło się 79 dzieci a pracowało dwóch nauczycieli. W tym okresie Cierzpięty należały do parafii w Nawiadach. W 1939 r. we wsi mieszkało 358 ludzi.
W 2012 r. Cierzpięty zwyciężyła w plebiscycie „Kuriera Mrągowskiego” na „najfajniejszą wieś powiatu mrągowskiego”. 